# بلزنهایم
بلزنهایم (به فرانسوی: Bolsenheim) یک کمون در فرانسه با جمعیت ۴۲۲ نفر است که در Canton of Erstein واقع شده‌است.